# Tetragnatha javana
Tetragnatha javana là một loài nhện trong họ Tetragnathidae.
Loài này thuộc chi Tetragnatha. Tetragnatha javana được miêu tả năm 1890 bởi Thorell.

## Hình ảnh

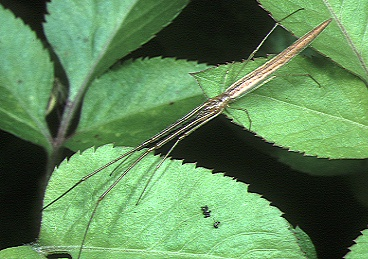
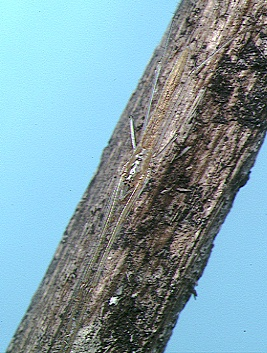